# Babice (Chrzanów)
Pour les articles homonymes, voir Babice.
Babice (prononciation : [baˈbit͡sɛ]) est un village de 1 369 habitants du sud de la Pologne.
Le village est situé dans la powiat de Chrzanów dans la voïvodie de Petite-Pologne. 